# Société Boigues & Cie
La Société Boigues & Cie est une ancienne compagnie métallurgique, créée en 1839 par les frères Bertrand (1794-1845) et Émile Boigues (1805-1885). Elle a participé à la modernisation de la métallurgie française, notamment en important des techniques d'Angleterre. Cette société est à l'origine de la ville de Fourchambault (Nièvre). Au Second Empire, la société a fait partie des établissements consolidés pour devenir la Société de Commentry, Fourchambault et Decazeville.

## Historique
Il existait depuis le XVe siècle, à environ 25 kilomètres au sud-ouest de Nevers, des forges à Grossouvre et à Trézy. Dans les années 1810, Jean-Louis Boigues, marchand de fer à Paris, est associé dans les forges et fourneaux de Grossouvre et Trézy, à Georges Dufaud, fils d'un maître de forges du Nivernais et polytechnicien (1re promotion 1794) qui cherchait à appliquer en France les méthodes anglaises de fabrication du fer. Comprenant que le site de Grossouvre ne conviendrait pas pour créer l'établissement dont ils avaient l'ambition, Jean-Louis Boigues et Georges Dufaud choisissent le site de Fourchambault, sur la Loire, à 8 kilomètres au nord-ouest de Nevers.

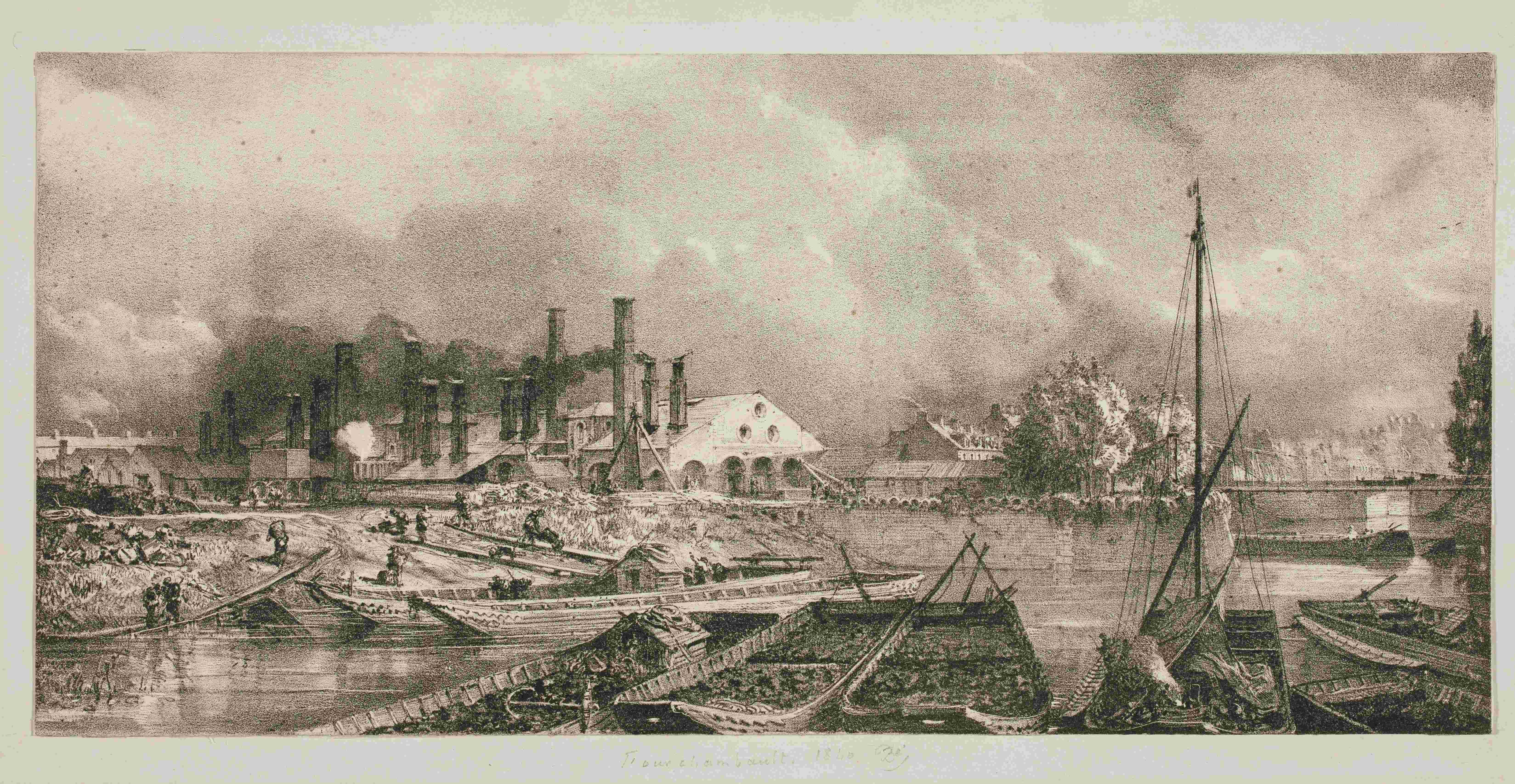
Vue de l'usine de Fourchambault par François Bonhommé, lithographie, 1840.

La construction de l'usine de Fourchambault a commencé en 1821 et la production courante a commencé en 1823. Georges Dufaud y a mis en œuvre des techniques innovantes pour l'époque avec le concours d'ouvriers qu'il a fait venir d'Angleterre et du Pays de Galles pour instruire les ouvriers locaux. Première grande forge à l’anglaise de France, l'usine atteint une production annuelle de 5  à   6 000 tonnes de fer et fait travailler 4 000 personnes. 
Dans les années 1830, l'usine s'est investie dans la fabrication d'éléments pour la construction des chemins de fer. Sa production a été utilisée dans la construction de la ligne Paris – Saint-Germain-en-Laye et de la ligne Paris-Orléans.
Peu après la mort de Jean-Louis Boigues en 1838, la société est réorganisée en société en commandite et la direction de l'usine est confiée à Émile Martin, gendre de Georges Dufaud, associé aux deux frères Bertrand et Émile Boigues .
La recherche de matière première au meilleure prix a rapproché les associés de la Société Boigues & Cie des mines de houille de Commentry et des usines de fonte brute de Montluçon, tous deux accessible par le canal du Berry. Le 17 décembre 1853, la Société Boigues & Cie et la Société Rambourg Frères, propriétaire de la mine de Commentry, sont fusionnées, avec d'autres actifs industriels, pour constituer la Société Boigues, Rambourg & Cie, qui sera plus tard renommée la Société de Commentry, Fourchambault et Decazeville.
L'usine est à l'origine de la création de la ville de Fourchambault, officiellement constitué en commune le 3 mai 1855.

## Sources bibliographiques
- (en) Michael Stephen Smith, The emergence of modern business enterprise in France, 1800-1930, Cambridge, MA, Harvard University Press, coll. « Harvard studies in business history » (no 49), 2006, 575 p. (ISBN 978-0-674-01939-3, OCLC 848853134, lire en ligne).
- Louis Roubet, Notice historique sur les forges et fourneaux au canton de La Guerche..., Impr. de G. Vallière, 1886 (OCLC 458237581).
- Marie Vaslin, « Grossouvre-Trézy: l'un des principaux centres métallurgiques du Val d'Aubois. », Cahiers d'archéologie et d'histoire du Berry / Société d'Archéologie et d'Histoire du Berry.,‎ 1996, p. 31–42 (ISSN 0007-9693).